# Португалско-турска война (1558–1566)
Третата Турско-португалска война (1558–1566) е въоръжен конфликт между Португалската империя и Османската в Индийския океан.
Португалците са победители във втората Турско-португалска война (1538-1557), обаче турците започват нова война, породена от продължаваща експанзия на Португалия в Индийския океан, което заплашва турския монопол на търговията с подправки през Близкия изток.
По повелята на Сюлейман Великолепни, османският флот атакува и ограбва португалските кораби, укрепления и поселения в Индийския океан, Азия и в Източна Африка. Португалските сили са командвани от Ещефао да Гама, както и в предишната война.
През 1566 Сюлейман умира и войната приключва.